# Onoway
Onoway es un pueblo canadiense situado en la provincia de Alberta.

## Superficie
Onoway tiene una superficie de 3,31 km².

## Demografía
En 2021, tenía 966 habitantes, una densidad poblacional de 292,1 hab./km², y 388 viviendas.